# Sarkis Elngian
Sarkis Elngian (gr. Σαρκίς Ελγκιάν; ur. 24 marca 1972) – grecki zapaśnik walczący w stylu klasycznym. Olimpijczyk z Atlanty 1996, gdzie zajął siódme miejsce w kategorii 57 kg.
Zajął czwarte miejsce na mistrzostwach świata w 1994 i czternaste w 1998. Osiemnasty na mistrzostwach Europy w 1996. Zdobył srebrny medal na igrzyskach wojskowych w 1999 i MŚ wojskowych w 2000 roku.
- Turniej w Atlancie 1996

Zwyciężył Aleksandra Ignatienko z Rosji, Litwina Remigijusa Šukevičiusa i Kenkichi Nishimiego z Japonii a przegrał z Marianem Sandu z Rumunii i Kubańczykiem Luisem Sarmiento. W pojedynku o siódme miejsce wygrał z Kenkichi Nishimim z Japonii.